# Tour of Utah 2017
Il Tour of Utah 2017, tredicesima edizione della corsa, si svolse in sette tappe dal 31 luglio al 6 agosto 2017 su un percorso di 971 km, con partenza da Logan e arrivo a Salt Lake City. La vittoria fu appannaggio del britannico Rob Britton, che completò il percorso in 22h48'03" precedendo lo statunitense Gavin Mannion e il romeno Serghei Țvetcov.

## Tappe
| Tappa  | Data      | Percorso                                  | km  | Vincitore di tappa | Leader cl. generale |
| ------ | --------- | ----------------------------------------- | --- | ------------------ | ------------------- |
| 1ª     | 31 luglio | Logan                                     | 212 | Tyler Magner       | Tyler Magner        |
| 2ª     | 1º agosto | Brigham City > Snowbasin Resort           | 151 | Brent Bookwalter   | Sepp Kuss           |
| 3ª     | 2 agosto  | Big Cottonwood Canyon (Cron. individuale) | 9   | Rob Britton        | Rob Britton         |
| 4ª     | 3 agosto  | South Jordan City                         | 199 | John Murphy        | Rob Britton         |
| 5ª     | 4 agosto  | Layton > Bountiful                        | 185 | Travis McCabe      | Rob Britton         |
| 6ª     | 5 agosto  | Heber Valley > Snowbird                   | 98  | Giulio Ciccone     | Rob Britton         |
| 7ª     | 6 agosto  | Salt Lake City                            | 117 | Marco Canola       | Rob Britton         |
| Totale | Totale    | Totale                                    | 971 |                    |                     |

## Dettagli delle tappe

### 1ª tappa
- 31 luglio: Logan – 212 km

Risultati
| Pos. | Corridore     | Squadra          | Tempo    |
| ---- | ------------- | ---------------- | -------- |
| 1    | Tyler Magner  | Holowesko        | 4h56'49" |
| 2    | Chris Lawless | Axeon Hagens     | s.t.     |
| 3    | Travis McCabe | UnitedHealthcare | s.t.     |

| Pos. | Corridore     | Squadra      | Tempo    |
| ---- | ------------- | ------------ | -------- |
| 1    | Tyler Magner  | Holowesko    | 4h56'39" |
| 2    | Chris Lawless | Axeon Hagens | a 4"     |
| 3    | Joshua Berry  | Jelly Belly  | s.t.     |

### 2ª tappa
- 1 agosto: Brigham City > Snowbasin Resort – 151 km

Risultati
| Pos. | Corridore        | Squadra       | Tempo    |
| ---- | ---------------- | ------------- | -------- |
| 1    | Brent Bookwalter | BMC           | 3h38'12" |
| 2    | Sepp Kuss        | Rally Cycling | s.t.     |
| 3    | James Piccoli    | Elevate-KHS   | s.t.     |

| Pos. | Corridore        | Squadra       | Tempo    |
| ---- | ---------------- | ------------- | -------- |
| 1    | Sepp Kuss        | Rally Cycling | 8h35'01" |
| 2    | Brent Bookwalter | BMC           | s.t.     |
| 3    | James Piccoli    | Elevate-KHS   | s.t.     |

### 3ª tappa
- 2 agosto: Big Cottonwood Canyon - Cronomentro individuale – 9 km

Risultati
| Pos. | Corridore       | Squadra          | Tempo  |
| ---- | --------------- | ---------------- | ------ |
| 1    | Rob Britton     | Rally Cycling    | 18'29" |
| 2    | Serghei Țvetcov | Jelly Belly      | a 13"  |
| 3    | Gavin Mannion   | UnitedHealthcare | a 26"  |

| Pos. | Corridore       | Squadra          | Tempo    |
| ---- | --------------- | ---------------- | -------- |
| 1    | Rob Britton     | Rally Cycling    | 8h53'32" |
| 2    | Gavin Mannion   | UnitedHealthcare | a 26"    |
| 3    | Serghei Țvetcov | Jelly Belly      | a 28"    |

### 4ª tappa
- 3 agosto: South Jordan City – 199 km

Risultati
| Pos. | Corridore      | Squadra        | Tempo    |
| ---- | -------------- | -------------- | -------- |
| 1    | John Murphy    | Holowesko      | 4h22'23" |
| 2    | José Rodriguez | Elevate KHS    | s.t.     |
| 3    | Mihkel Raim    | Israel Cycling | s.t.     |

| Pos. | Corridore       | Squadra          | Tempo     |
| ---- | --------------- | ---------------- | --------- |
| 1    | Rob Britton     | Rally Cycling    | 13h15'55" |
| 2    | Gavin Mannion   | UnitedHealthcare | a 26"     |
| 3    | Serghei Țvetcov | Jelly Belly      | a 28"     |

### 5ª tappa
- 4 agosto: Layton > Bountiful – 185 km

Risultati
| Pos. | Corridore     | Squadra          | Tempo    |
| ---- | ------------- | ---------------- | -------- |
| 1    | Travis McCabe | UnitedHealthcare | 4h05'26" |
| 2    | Marco Canola  | Nippo            | s.t.     |
| 3    | Logan Owen    | Axeon Hagens     | s.t.     |

| Pos. | Corridore       | Squadra          | Tempo     |
| ---- | --------------- | ---------------- | --------- |
| 1    | Rob Britton     | Rally Cycling    | 17h21'21" |
| 2    | Gavin Mannion   | UnitedHealthcare | a 26"     |
| 3    | Serghei Țvetcov | Jelly Belly      | a 28"     |

### 6ª tappa
- 5 agosto: Heber Valley > Snowbird – 98 km

Risultati
| Pos. | Corridore       | Squadra      | Tempo    |
| ---- | --------------- | ------------ | -------- |
| 1    | Giulio Ciccone  | Bardiani     | 2h45'38" |
| 2    | Simone Sterbini | Bardiani     | a 35"    |
| 3    | Neilson Powless | Axeon Hagens | a 41"    |

| Pos. | Corridore       | Squadra          | Tempo     |
| ---- | --------------- | ---------------- | --------- |
| 1    | Rob Britton     | Rally Cycling    | 20h07'43" |
| 2    | Gavin Mannion   | UnitedHealthcare | a 26"     |
| 3    | Serghei Țvetcov | Jelly Belly      | a 32"     |

### 7ª tappa
- 6 agosto: Salt Lake City – 117 km

Risultati
| Pos. | Corridore        | Squadra          | Tempo    |
| ---- | ---------------- | ---------------- | -------- |
| 1    | Marco Canola     | Nippo            | 2h40'18" |
| 2    | Brent Bookwalter | BMC              | a 2"     |
| 3    | Gavin Mannion    | UnitedHealthcare | a 2"     |

| Pos. | Corridore       | Squadra          | Tempo     |
| ---- | --------------- | ---------------- | --------- |
| 1    | Rob Britton     | Rally Cycling    | 22h48'03" |
| 2    | Gavin Mannion   | UnitedHealthcare | a 22"     |
| 3    | Serghei Țvetcov | Jelly Belly      | a 32"     |

## Evoluzione delle classifiche
| Tappa              | Vincitore          | Classifica generale Maglia gialla | Classifica a punti Maglia bianca | Classifica scalatori Maglia blu | Classifica giovani Maglia celeste | Classifica combattente Maglia rossa | Classifica a squadre |
| ------------------ | ------------------ | --------------------------------- | -------------------------------- | ------------------------------- | --------------------------------- | ----------------------------------- | -------------------- |
| 1ª                 | Tyler Magner       | Tyler Magner                      | Tyler Magner                     | Jacob Rathe                     | Cristopher Lawless                | Miguel Angel Benito Diez            | Bardiani-CSF         |
| 2ª                 | Brent Bookwalter   | Sepp Kuss                         | Christopher Lawless              | Jacob Rathe                     | Neilson Powless                   | Adam de Vos                         | BMC Racing Team      |
| 3ª                 | Robert Britton     | Rob Britton                       | Christopher Lawless              | Jacob Rathe                     | Neilson Powless                   | Adam de Vos                         | BMC Racing Team      |
| 4ª                 | John Murphy        | Rob Britton                       | Mihkel Raim                      | Jacob Rathe                     | Neilson Powless                   | Lorenzo Rota                        | BMC Racing Team      |
| 5ª                 | Travis McCabe      | Rob Britton                       | Travis McCabe                    | Jacob Rathe                     | Neilson Powless                   | Justin Oien                         | BMC Racing Team      |
| 6ª                 | Giulio Ciccone     | Rob Britton                       | Travis McCabe                    | Jacob Rathe                     | Neilson Powless                   | Giulio Ciccone                      | BMC Racing Team      |
| 7ª                 | Marco Canola       | Rob Britton                       | Travis McCabe                    | Jacob Rathe                     | Neilson Powless                   | Manuel Senni                        | BMC Racing Team      |
| Classifiche finali | Classifiche finali | Rob Britton                       | Travis McCabe                    | Jacob Rathe                     | Neilson Powless                   |                                     | BMC Racing Team      |